# Farrah Fawcett
Mary Farrah Leni Fawcett, även känd som Farrah Fawcett Majors, född 2 februari 1947 i Corpus Christi, Texas, död 25 juni 2009 i Santa Monica, Kalifornien, var en amerikansk skådespelare och fotomodell. Fawcett blev flerfaldigt Golden Globe- och Emmynominerad och var framförallt känd för sin roll som privatdetektiven Jill Munroe i TV-serien Charlies änglar.
Fawcett var gift med skådespelaren Lee Majors 1973–1982. Från och med 1979 (före skilsmässan från Majors) inledde hon ett förhållande med Ryan O'Neal, med vilken hon var sambo till och med 1997. Deras förhållande intensifierades dock på nytt 2001, i och med upptäckten av Fawcetts sjukdom. De två har ett barn tillsammans, Redmond, född 1985.

## Uppväxt
Farrah Fawcett föddes i Corpus Christi, dotter till Pauline Alice, en hemmafru, och James William Fawcett, en oljefältsentreprenör.
Hon var av Choctaw, franskt och engelskt ursprung. Det sägs att Fawcetts förnamn var påhittat av hennes mamma då det passade hennes efternamn, men egentligen är Farrah ett arabiskt namn. Då hon kom från en katolsk familj, gick hon i den katolska skolan St. Patrick's Roman Catholic Church i Corpus Christi. Hon tog sin examen från W.B. Ray High School i Corpus Christi år 1965.
Från 1966 till 1969 studerade Fawcett vid University of Texas at Austin och blev en medlem i Delta Delta Delta-organisationen. Hon var med på ett foto i "Ten Most Beautiful Coeds" från universitetet som var med i tidningen Cash Box. En Hollywood-publicist såg fotot, ringde Farrah och bad henne flytta till Los Angeles, vilket hon gjorde år 1969. Hon lämnade då sista året på universitetet för att pröva lyckan i Hollywood.

## Tidig karriär

### TV-reklam
Under 1960- och 1970-talen var Farrah Fawcett med i flera TV-reklamer för bland annat Noxema rakkräm, Ultra-Brite tandkräm, Wella Balsam shampoo och Mercury Cougar 1975. 1978 (efter att ha blivit känd) var hon med i flera reklamer för sitt eget shampoo, som marknadsfördes av Fabergé Cosmetics.

### TV-serier
Fawcett var för första gången med i en TV-serie när hon fick en gästroll i I Dream of Jeannie följt av en gästroll i Owen Marshall: Counselor at Law. Hon var sedan med i The Six Million Dollar Man, The Dating Game' och flera avsnitt av Harry O och David Janssen.

## Charlies änglar
21 mars 1976 var Fawcett för första gången med i TV-serien Charlies änglar som Jill Munroe.

## Privatliv
Fawcett var gift med Lee Majors (stjärnan i The Six Million Dollar Man) 1973–1982. Paret separerade 1979. Från 1982 och fram till sin död (med ett visst avbrott) var hon sambo med Ryan O'Neal. De fick en son tillsammans; han arresterades för narkotikainnehav i april 2009.

## Sjukdom och död
Dagarna efter att Fawcett hade framträtt på Emmy-Awards den 27 augusti 2006, märkte hon att något inte stod rätt till. Hon berättade för sina vänner att hon ständigt kände sig trött. Hon som hade hållit på med mycket sport, kände sig nu bara utmattad. Fawcett kontaktade sjukvården och efter två veckor med tester fick hon diagnosen analcancer.  Hon påbörjade både cellgiftsbehandling och kirurgi. När Fawcett firade sin 60-årsdag den 2 februari 2007, så var hon cancerfri, men cancern återkom och i maj 2007 hade tumörerna spridit sig till hennes lever. 
Eftersom Fawcett inte ville genomgå kolostomi, reste hon till Tyskland för alternativa behandlingar.  Där genomgick hon en perfusions- och emboliseringskur. Även om tumörerna till en början var på tillbakagång, så krävdes det ännu en behandling som inkluderade laserablationsterapi och kemoembolisering. Med hjälp av sin vän Alana Stewart dokumenterade Fawcett sin kamp mot sjukdomen.
Fawcett lades in på sjukhus efter att hon återvänt till USA i början av april 2009. En månad senare rapporterades hon som kritiskt sjuk, enligt sambon  Ryan O'Neal tillbringade Fawcett sina dagar hemma, hon hade dropp och sov ofta. Farrah Fawcett avled den 25 juni 2009 kl 9:28 (lokal tid) i Santa Monica. 
Närvarande vid hennes död var Ryan O'Neal och hennes vän och frisörska Mila Murphy samt Dr. Piero, som var hennes läkare. Hennes enda barn, Redmond, var inte närvarande då han satt i fängelse, men hade fått tillstånd att besöka modern två månader tidigare (15 maj). Fawcetts död fick relativt lite uppmärksamhet då hon avled samma dag som popstjärnan Michael Jackson.

## Filmografi (urval)
- 1970 – Myra Breckinridge
- 1975–1976 – Harry O (TV-serie) (8 avsnitt)
- 1976 – Flykten från framtiden
- 1976–1980 – Charlies änglar (TV-serie)
- 1979 – Sunburn
- 1980 – Saturn 3
- 1981 – Mitt i plåten!
- 1984 – The Burning Bed (TV-film)
- 1986 – Nazi Hunter: The Beate Klarsfeld Story (TV-film)
- 1986 – Mellan två kvinnor
- 1987 – Poor Little Rich Girl: The Barbara Hutton Story (TV-film)
- 1989 –  Small sacrifices
- 1997 – Aposteln
- 2000 – Dr. T och kvinnorna
- 2004 – Hollywoodfruar: The New Generation